# Erdee Media Groep
Erdee Media Groep (EMG) is een Nederlands christelijk mediabedrijf, opgericht in 1971, dat onder andere de merken Reformatorisch Dagblad (papieren oplage 38.869), het familieblad Terdege, Erdee Beursorganisatie, de websites rd.nl, terdege.nl, digibron.nl, kerktijden.nl, debanier.nl, puntuit.nl, en kits.nl. Ook heeft het bedrijf een eigen stichting: Draagt Elkanders Lasten. Verder runt het bedrijf een platform voor genormeerd mediagebruik onder de naam: Mediawijzer.
Het bedrijf is genoemd naar het acroniem van het Reformatorisch Dagblad, en is gevestigd in Apeldoorn,  Op 1 januari 2008 werd uitgeverij De Banier overgenomen. In april 2010 presenteerde EMG Digibron, een digitaal kenniscentrum voor de gereformeerde gezindte, met onder andere vele jaargangen aan gedigitaliseerd archief van het RD, reformatorische tijdschriften en kerkbladen.

## Visie en missie
De EMG werkt de doelstelling van de in 1971 opgerichte Stichting Reformatorische Publicatie (SRP) in de praktijk uit. Het bedrijf wil een gezaghebbend mediabedrijf zijn "dat de Bijbelse, reformatorische beginselen in de samenleving uitdraagt, om zo Gods eer en het heil van de naaste te bevorderen". De daaruit voortvloeiende missie is volgens het bedrijf "op bewogen en betrokken wijze, een verantwoorde nieuws- en informatievoorziening voor christenen en niet-christenen" te bieden.

## Cijfers
Erdee Media Groep heeft een belang van 100% in het Reformatorisch Dagblad, Terdege, Erdee Beursorganisatie en De Banier. In 2011 telde het bedrijf 191 medewerkers en gaf het aandelen uit onder 826 aandeelhouders. In 2019 telde Erdee Media Groep 164 FTE's, waarvan tweeënzestig procent man is en achtendertig procent vrouw.